# 沃尔旺
沃尔旺（法語：Volvent，法語發音：[vɔlvɑ̃]）是法国德龙省的一个市镇，属于迪镇区。

## 地理
沃尔旺（44°33'36"N, 5°20'40"E）面积16.73 平方千米，位于法国奥弗涅-罗讷-阿尔卑斯大区德龙省，该省份为法国东南部内陆省份，北起顺时针与伊泽尔省、上阿尔卑斯省、上普罗旺斯阿尔卑斯省、沃克吕兹省和阿尔代什省接壤。
与沃尔旺接壤的市镇（或旧市镇、城区）包括：欧斯隆、布雷特、沙朗孔、容谢尔、圣纳泽尔勒代塞尔。

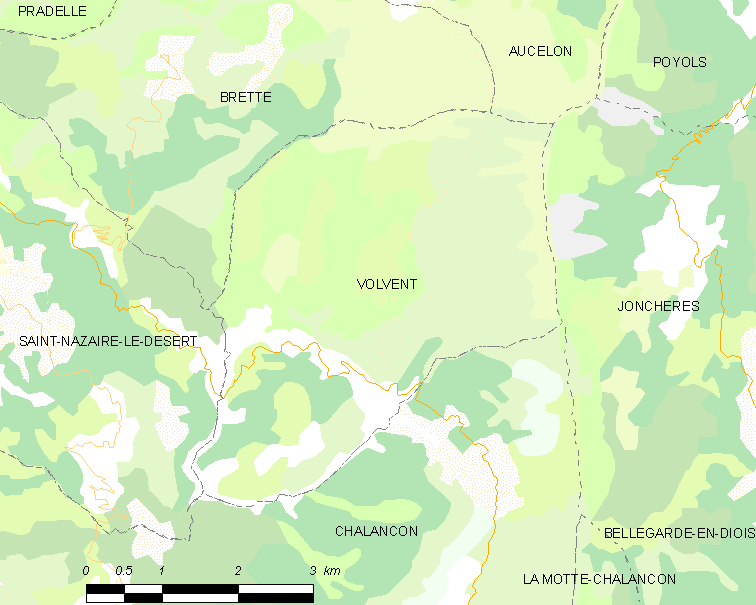
沃尔旺的OSM定位图

沃尔旺的时区为UTC+01:00、UTC+02:00（夏令时）。

## 行政
沃尔旺的邮政编码为26470，INSEE市镇编码为26378。

## 政治
沃尔旺所属的省级选区为迪瓦县。

## 人口

1962-2008年间沃尔旺人口变化图示

沃尔旺于2022年1月1日时的人口数量为36人。